# Rosenheim

Rosenheim este un oraș cu statut administrativ de district urban, situat în regiunea administrativă Bavaria Superioară, landul Bavaria, Germania. 

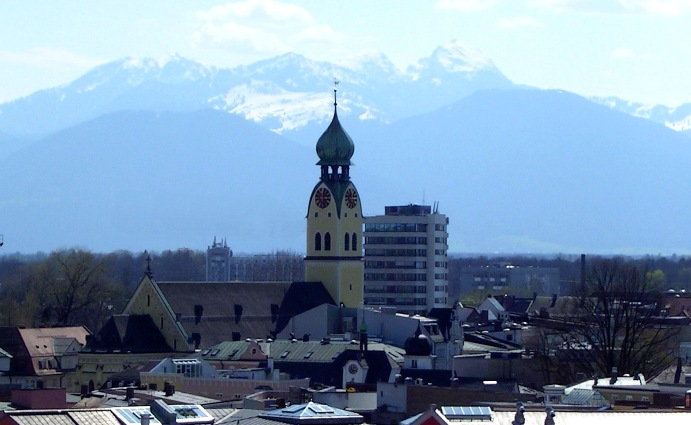
Rosenheim